# Estación de Irolo (Tepeapulco, Hidalgo)
Irolo fue una estación de trenes que se encuentra en Tepeapulco, Hidalgo.

## Historia
La estación fue construida sobre la línea del antiguo Ferrocarril de Hidalgo y Nordeste, el cual era un ferrocarril de vía angosta, cuyos trabajos de construcción se iniciaron en Pachuca en 1878. La estación tuvo gran importancia pues se utilizó para entregar al Ferrocarril Mexicano barras de plata transportadas desde Pachuca, para ser llevadas a la Ciudad de México.